# Anthony Jung
Anthony Jung (Phát âm tiếng Đức: Bản mẫu:IPAc-de; sinh ngày 3 tháng 11 năm 1991) là một cầu thủ bóng đá chuyên nghiệp người Đức thi đấu ở vị trí hậu vệ cho câu lạc bộ Werder Bremen tại Bundesliga.